# Аурикулярия густоволосистая
Аурикуля́рия густоволоси́стая (лат. Auriculária polýtricha) — вид базидиомицетовых грибов, относящийся к роду Аурикулярия семейства Аурикуляриевые (Auriculariaceae). Широко распространённый гриб на стволах и ветвях широколиственных лесов тропических регионов мира.
Широко используется в традиционной кухне народов Азии. Издавна культивируется в Китае и Юго-Восточной Азии, пригоден к выращиванию на древесине, на опилках, рисовой шелухе, хлопковых очистках, соломе и других субстратах. Обладает необычной приятной консистенцией, однако довольно безвкусен.

## Описание
Плодовые тела чашевидные до уховидных, сидячие, 2—6(15) см шириной, эксцентрически прикреплённые к субстрату. Консистенция жестковато-студенистая, при высыхании — очень жёсткие до роговидных. Внутренняя спорообразующая поверхность — гименофор — розоватая до красновато-коричневой, иногда, особенно при высыхании, почти чёрная. Внешняя стерильная поверхность густо покрыта волосками, грязно-белая до серой или жёлто-коричневой, иногда до розовой от волосков.
Волоски (185)400—600(700) мкм длиной и 4—6 мкм толщиной, неокрашенные или желтовато-коричневатые.
Фрагмобазидии цилиндрические, с тремя септами, с 3 стеригмами, 30—80×4—6 мкм. Споры аллантоидные, изогнутые, 10—18×4—7 мкм.

### Сходные виды
Разделение видов рода Аурикулярия на основании морфологических признаков часто затруднительно. Наиболее чётко виды отличаются по длине волосков на стерильной поверхности плодовых тел:
- Auricularia cornea — Аурикулярия роговая отличается менее волосистой стерильной стороной (волоски 180—250 мкм длиной), в её окраске преобладают оливковые тона.
- Auricularia auricula-judae — Аурикулярия уховидная — с ещё более короткими волосками (85—100 мкм длиной), окраска с обеих сторон желтовато-коричневая до красновато-бурой.

## Распространение
Вид широко распространён в тропических регионах Азии, Северной и Южной Америки.
В России встречается на Сахалине, в Хабаровском и Приморском краях.

## Экология
Ксилотроф, предпочитает древесину лиственных пород.

## Синонимы
- Auricula polytricha (Mont.) Kuntze, 1891
- Auricularia auricula-judae var. polytricha (Mont.) Rick, 1958
- Exidia polytricha Mont., 1834basionym
- Hirneola polytricha (Mont.) Fr., 1849